# 井関弘太郎
井関 弘太郎（いせき ひろたろう、1924年9月24日 - 2002年6月27日）は、日本の地理学者、理学博士。名古屋大学名誉教授。日本第四紀学会会長など歴任。

## 来歴
東京都生まれ。1944年9月、駒澤大学専門部歴史地理科卒業（第14回生）。1948年、京都帝国大学文学部史学科卒業。同年、駒澤大学専任講師として着任。1949年、助教授。
1951年、名古屋大学文学部講師。助教授を経て教授、文学部長を歴任。1961年「冲積平野の地形発達」で東京大学理学博士。
1983年9月10日から1994年5月31日まで、名古屋地理学会 第4代会長。
1985年・1986年度、日本第四紀学会会長。
1988年名古屋大学を定年退官し、名誉教授。その後、中部大学教授となり、1992年退職。1996年、日本第四紀学会名誉会員。

## 受賞
- 1984年　第37回中日文化賞「沖積平野の地形発達とその応用的研究」

## 著書
- 井関弘太郎『三角州』朝倉書店〈現代地理学シリーズ ; 2〉、1972年。NDLJP:9668830。「国立国会図書館デジタルコレクション」
- 「地形・地質・地盤の概況」愛知県防災会議地震部会編　愛知県防災会議地震部会　1980.2
- 井関弘太郎『沖積層の分布と液状化現象』愛知県防災会議地震部会〈愛知県の地質・地盤〉、1980年。NDLJP:9670680。「国立国会図書館デジタルコレクション」
- 井関弘太郎『沖積平野』東京大学出版会〈UP earth science〉、1983年。ISBN 4130650629。
- 「車窓の風景科学」東海叢書, 24）名古屋鉄道 1994

### 共著、編著
- 「濃美平野の地形構造と地盤沈下」多田文男, 井関弘太郎　総理府資源調査会事務局　1955.4
- 「考古学研究の歴史と現状」三上次男編（日本考古学講座, 第2巻）河出書房　1955.10
- 「人文地理 : 体系学習」小川徹, 井関弘太郎著　清水書院　1958.11
- 「咲畑貝塚 : 愛知県知多郡師崎町」磯部幸雄 [ほか著] ; 師崎中学校編集　師崎中学校　1960.1
- 「体系学習人文地理」小川徹, 井関弘太郎著　清水書院　1962
- 「地域における住宅建設計画の方法論的研究」上野裕也, 井関弘太郎, 木原健太郎（調研, B.I-29）日本住宅公団建築部調査研究課　1967.5
- 「風土と生活」竹内理三編（古代の日本, 2）角川書店　1971.3
- 「日本における完新世海水準資料」研究代表者 井関弘太郎　[出版者不明] 1979.3
- 「完新世における旧海水準の認定とその年代に関する研究」研究代表者 井関弘太郎　[出版者不明] 1980.3
- 「土壌学と考古学」久馬一剛, 永塚鎮男編　博友社 1987.11
- 「日本における沖積平野・沖積層の形成と第四紀末期の自然環境とのかかわりに関する研究」井関弘太郎 ほか著　[出版者不明] 1988.3
- 「明治・昭和東海都市地図 - 1:25000／1:10000」井関弘太郎 監修・解説、清水靖夫編　柏書房　1996.11

### 訳書
- 「フランスの環境政策」井関弘太郎, 日比野雅俊訳　都市計画協会 1971.3

### 論文
- CiNii>